# Эрл, Мод
Мод Элис Эрл (нем. Maud Alice Earl; 1864[…], Лондон — 1943[…], Нью-Йорк, Нью-Йорк) — британско-американская художница-анималистка, специализировавшаяся на изображении собак. 

## Биография
Элис Мод Эрл родилась в Марилебоне, Лондон, в семье Джорджа Эрла и Элис Бомонт Роулинз. Профессия Мод стала продолжением семейной традиции: её отец Джордж, дядя Томас, и сводный брат Перси, также были художниками-анималистами. 
Джордж Эрл, заядлый охотник и мастер изображения сцен охоты, был первым учителем своей дочери и требовал, чтобы она изучала анатомию, рисуя скелеты собак, лошадей и людей, чтобы улучшить свои профессиональные навыки. В дальнейшем Мод продолжила обучение в Королевской женской школе искусств.

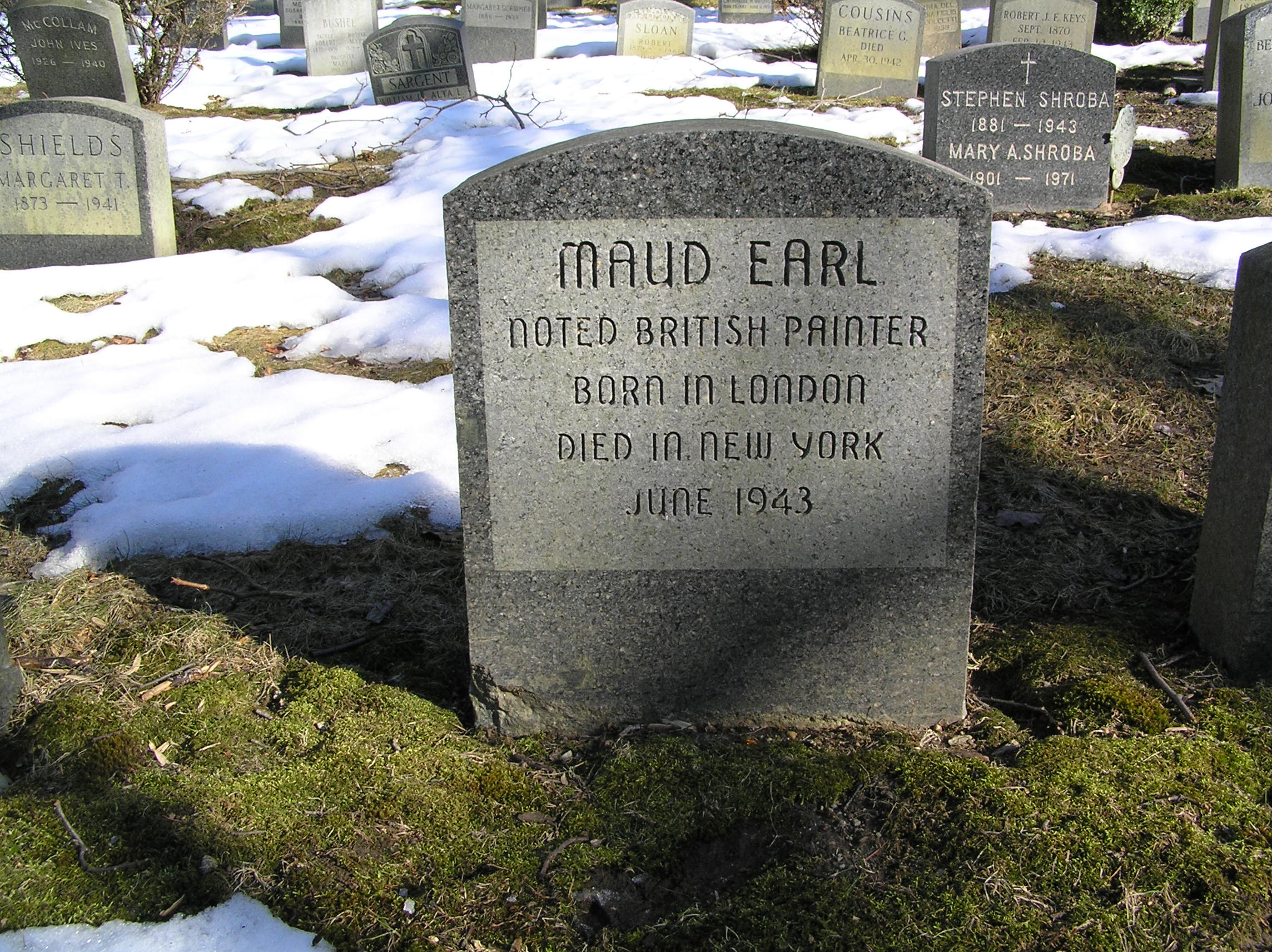
Могила Мод Эрл

Начиная с 1884 года Эрл выставила около двенадцати работ в Королевской академии, начиная с изображения оленя («Раннее утро») в 1884 году. Она также выставлялась в Королевском обществе британских художников и на Парижском салоне. В 1897 году состоялась персональная выставка Мод Эрл, на которой она представила работы, изображающие 48 различных пород собак, отличающиеся довольно высокой точностью.
Среди клиентов Мод Эрл были королева Виктория и королева Александра. Она смогла сделать успешную карьеру профессиональной художницы в Викторианскую и Эдвардианскую эпохи, когда отношение к профессиональным художницам оставалось неоднозначным. 
В годы Первой мировой войны Эрл столкнулась с переживаниями и кризисом. Оставаясь в Англии, она чувствовала, что мир, который она знала и любила, был разрушен войной, и в 1916 году переехала в Нью-Йорк. 
К этому времени её работы получили широкое международное признание, а самые популярные из них были растиражированы в виде открыток и книжных иллюстраций. Так, в «The Sportsman’s Year» вошли двенадцать гравированных работ Эрл. 
Скончалась Мод Эрл в 1943 году в Нью-Йорке и была похоронена на кладбище Сонной Лощины, штат Нью-Йорк.

## Известные работы
- Цезарь — Эрл дважды изображала фокстерьера Эдуарда VII, Цезаря. На втором портрете изображён пёс, оплакивающий смерть своего хозяина.
- Серия «The power of the dog»[12].

## Галерея

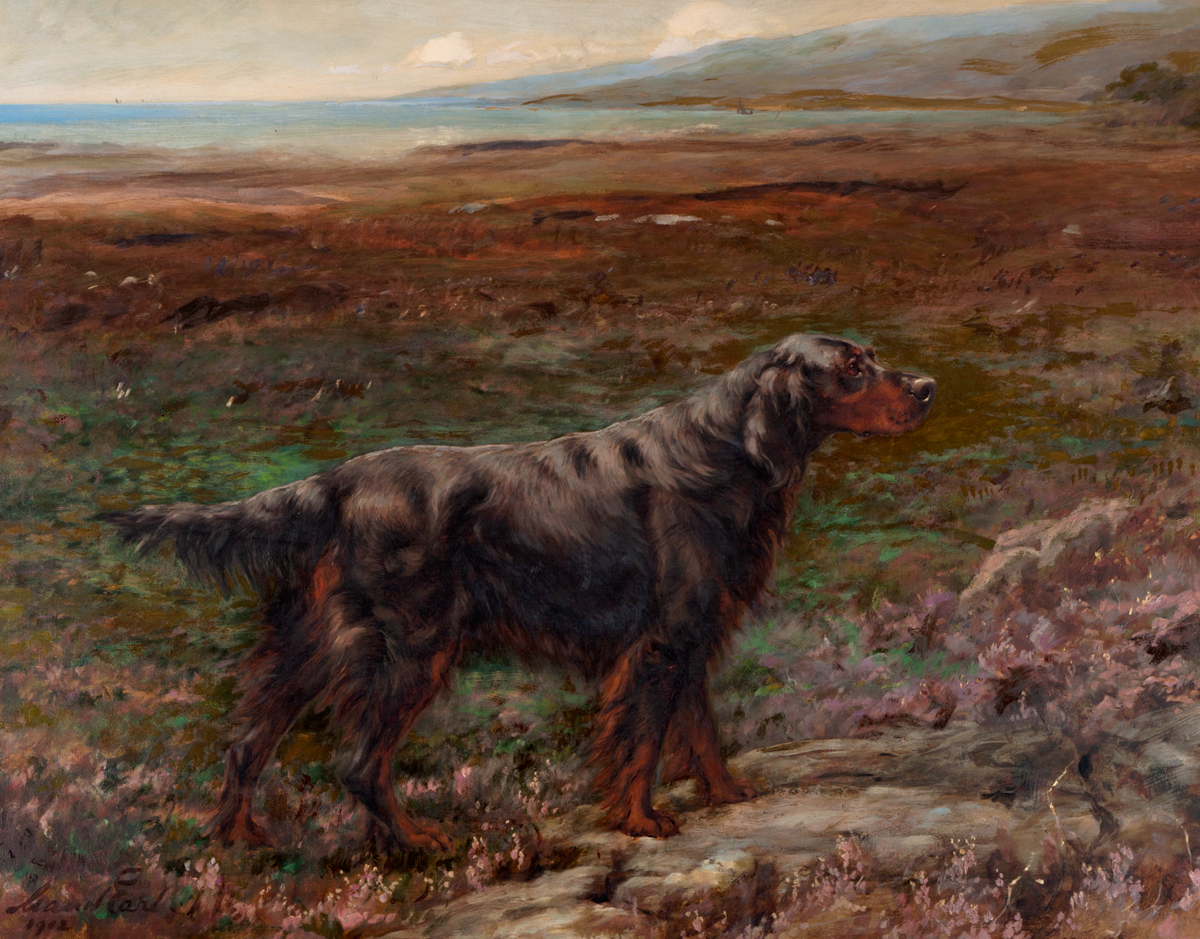
Шотландский сеттер
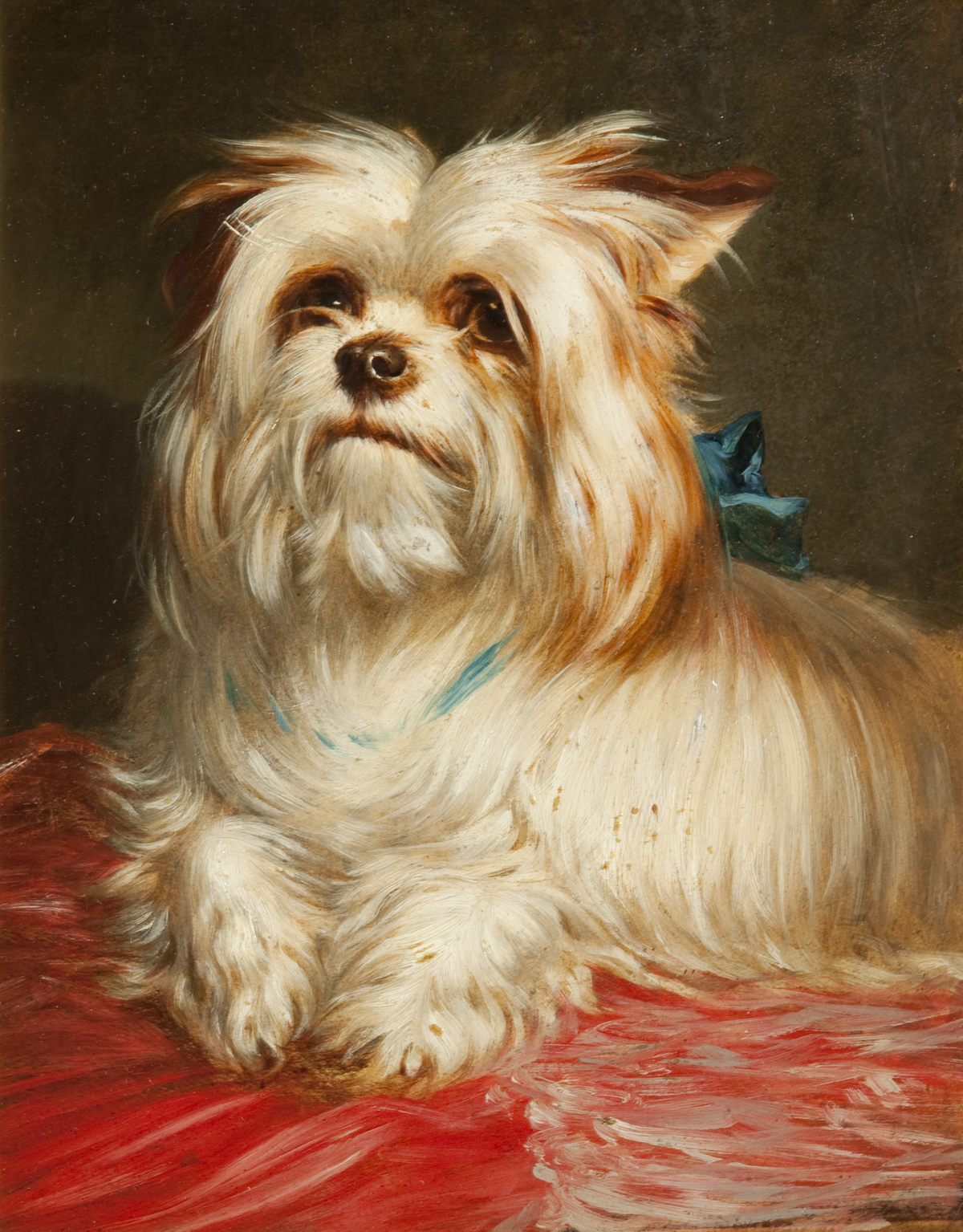
Йоркширский терьер
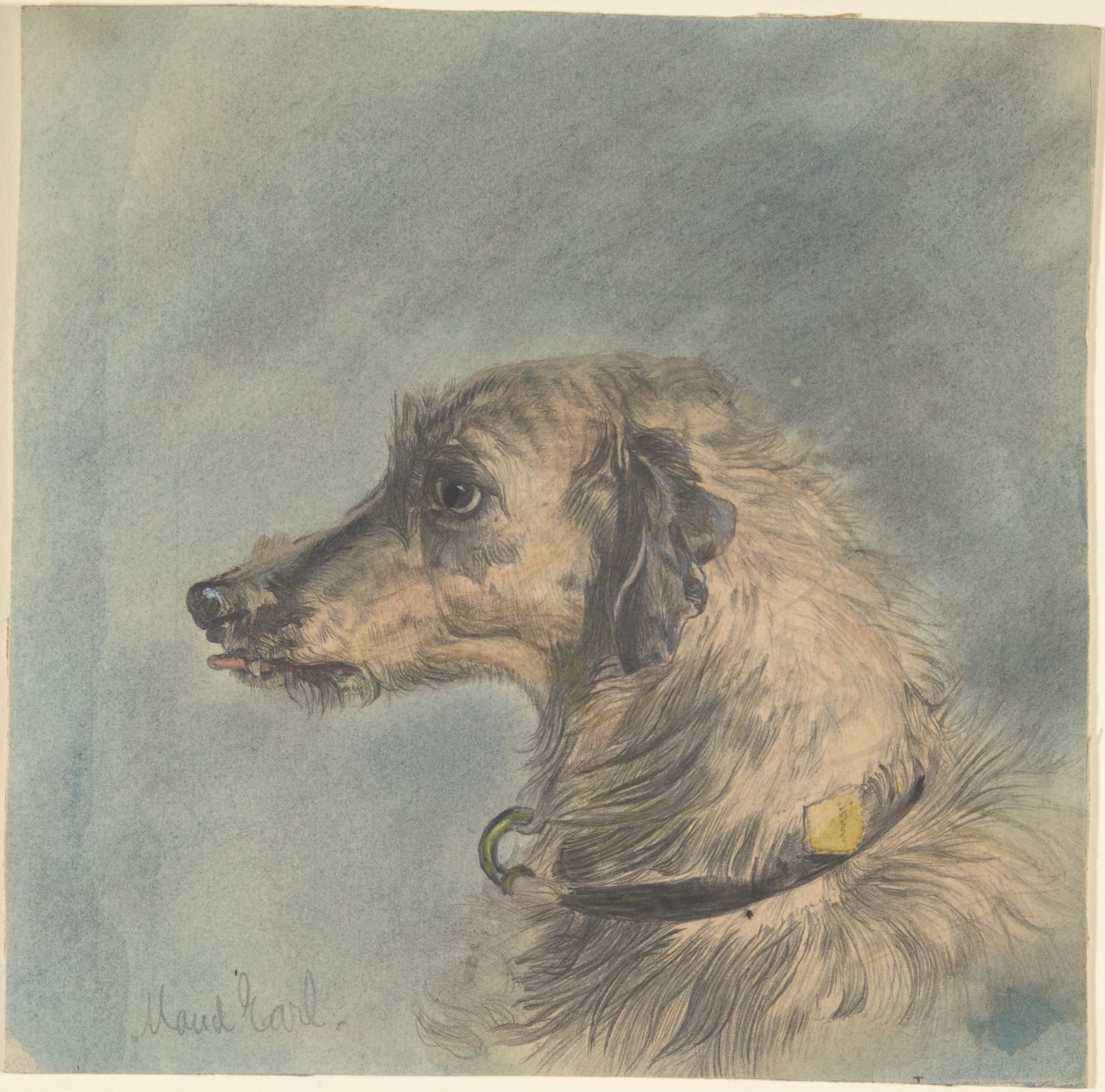
Голова шотландского дирхаунда (с оригинала Э. Ландсира)
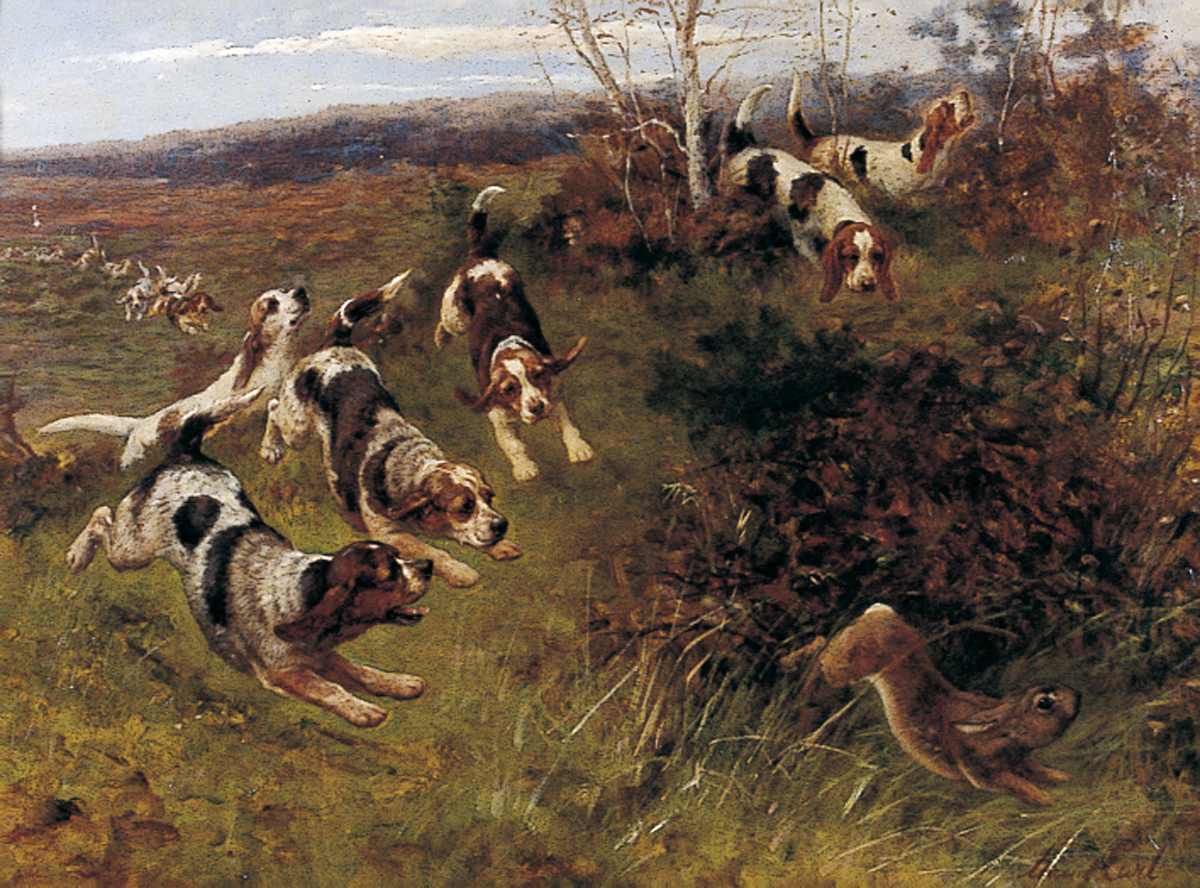
Сассексские карликовые бигли преследуют кролика
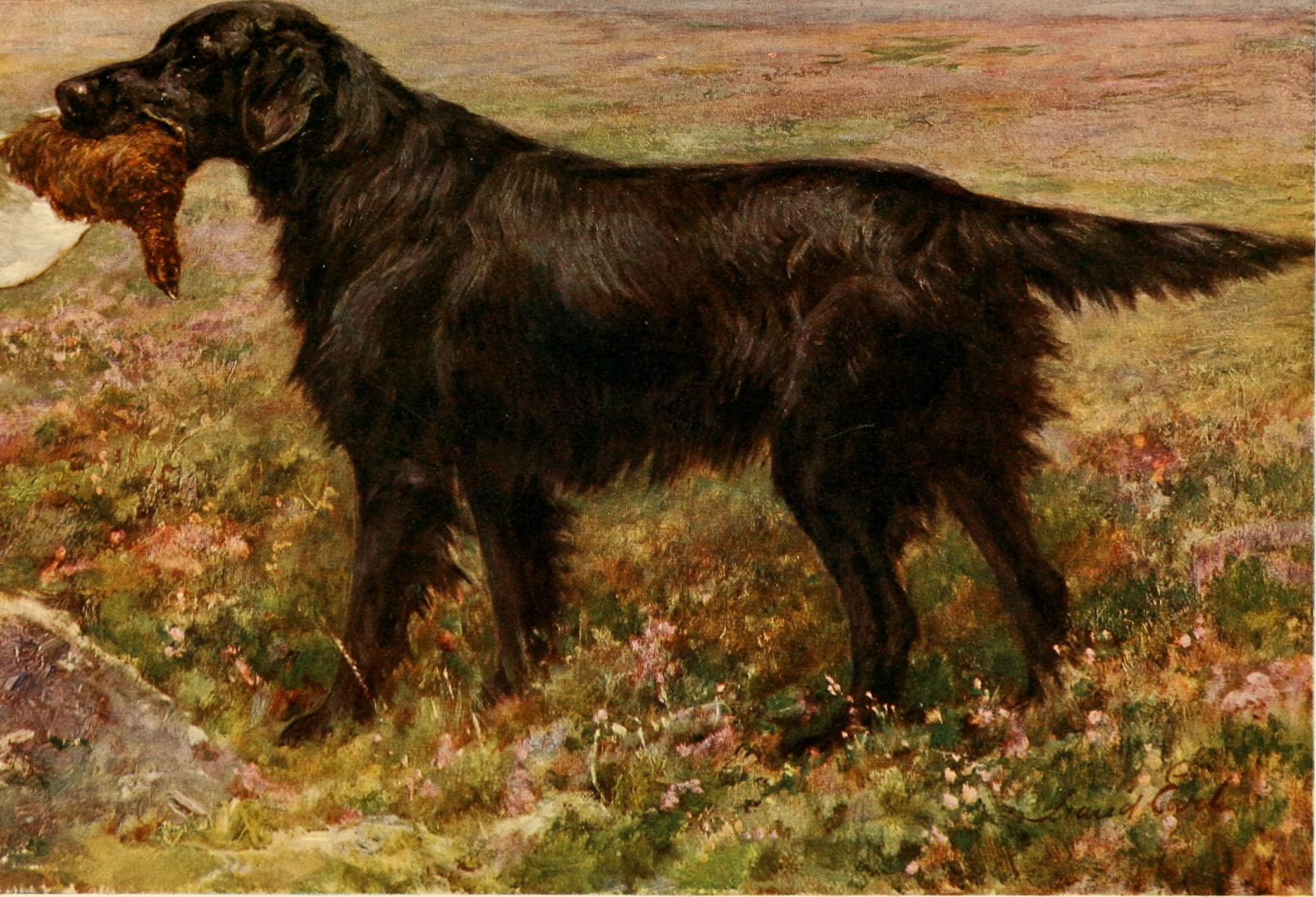
Английский сеттер
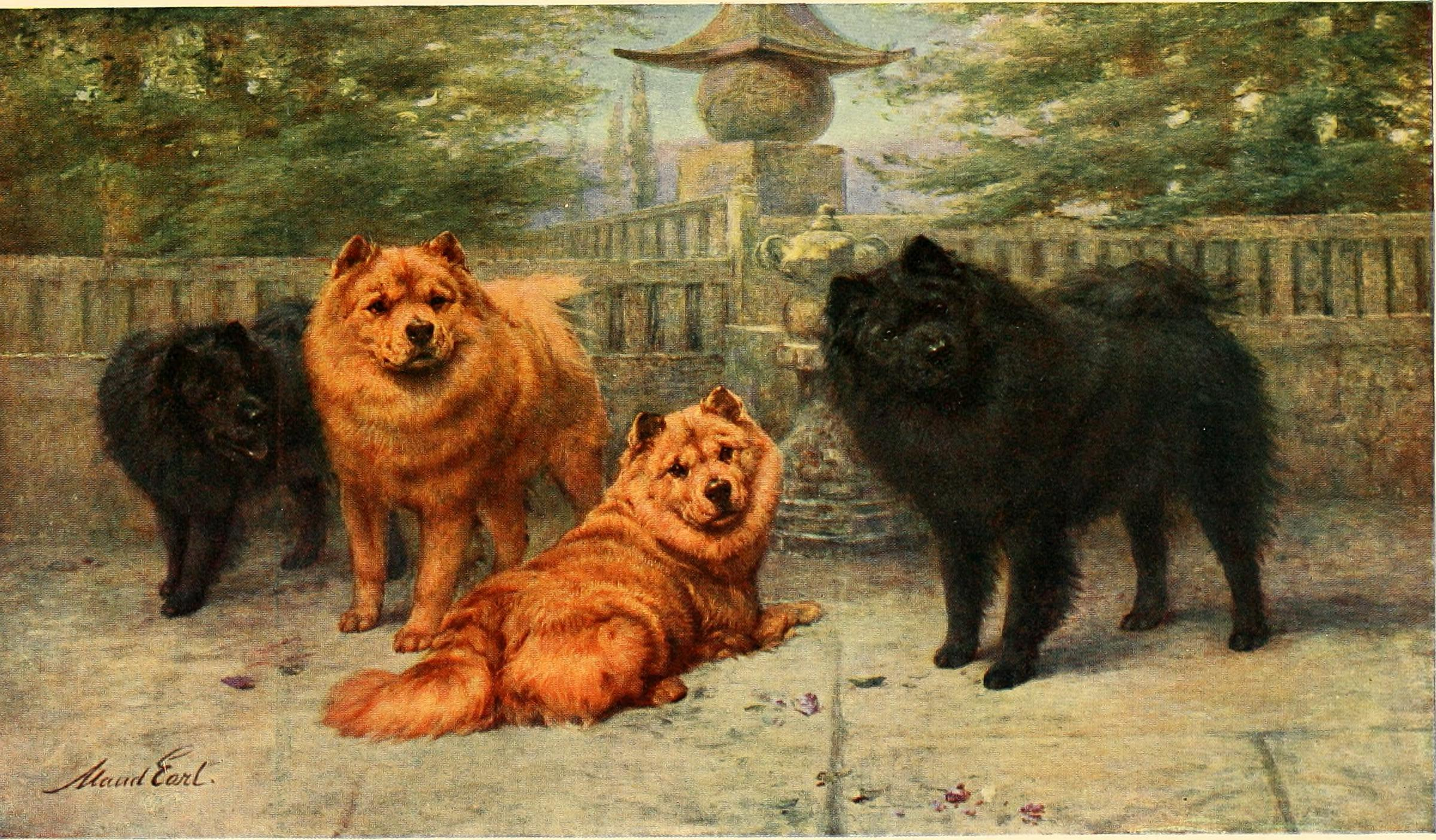
Группа чау-чау
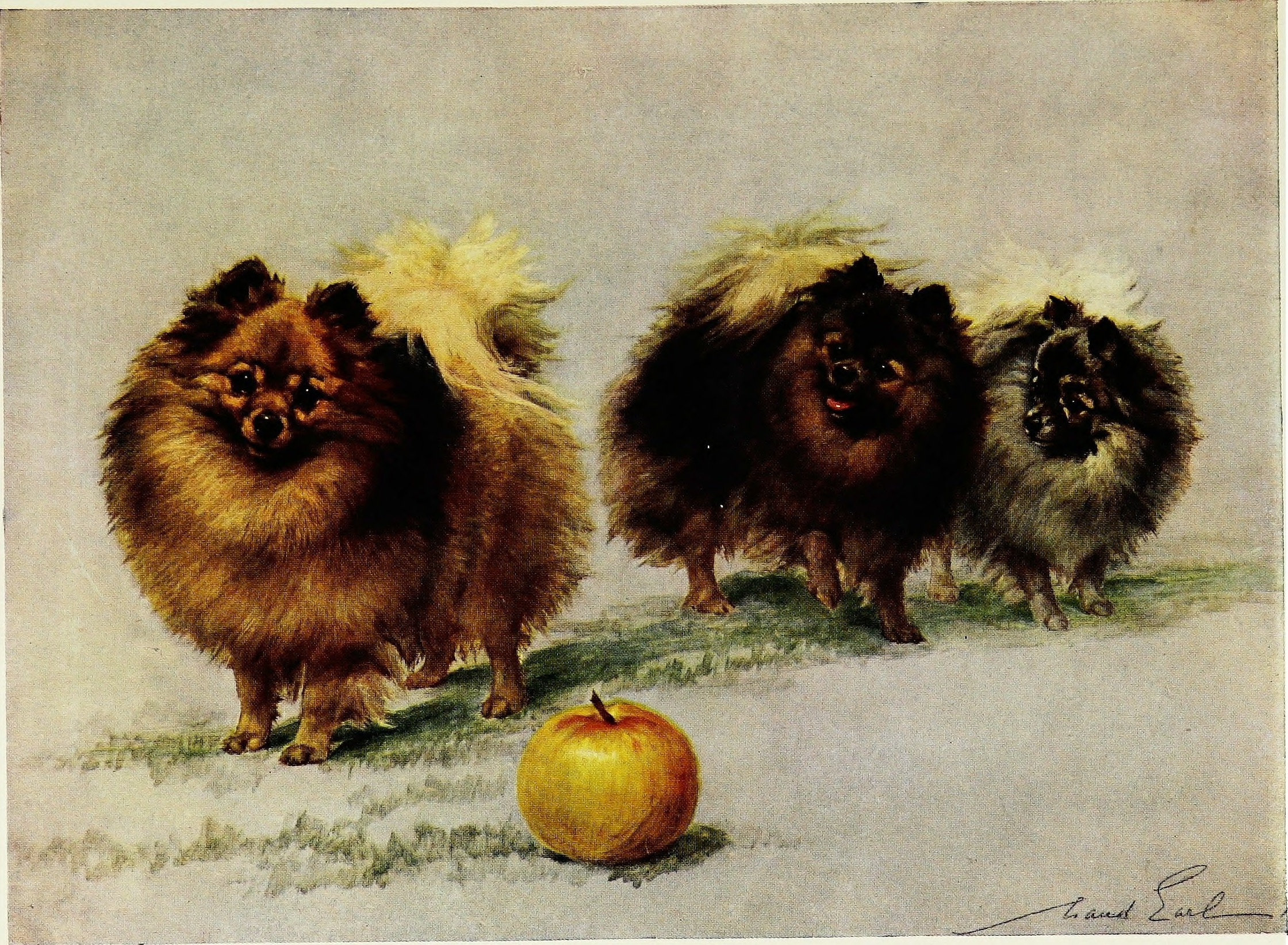
Карликовые шпицы
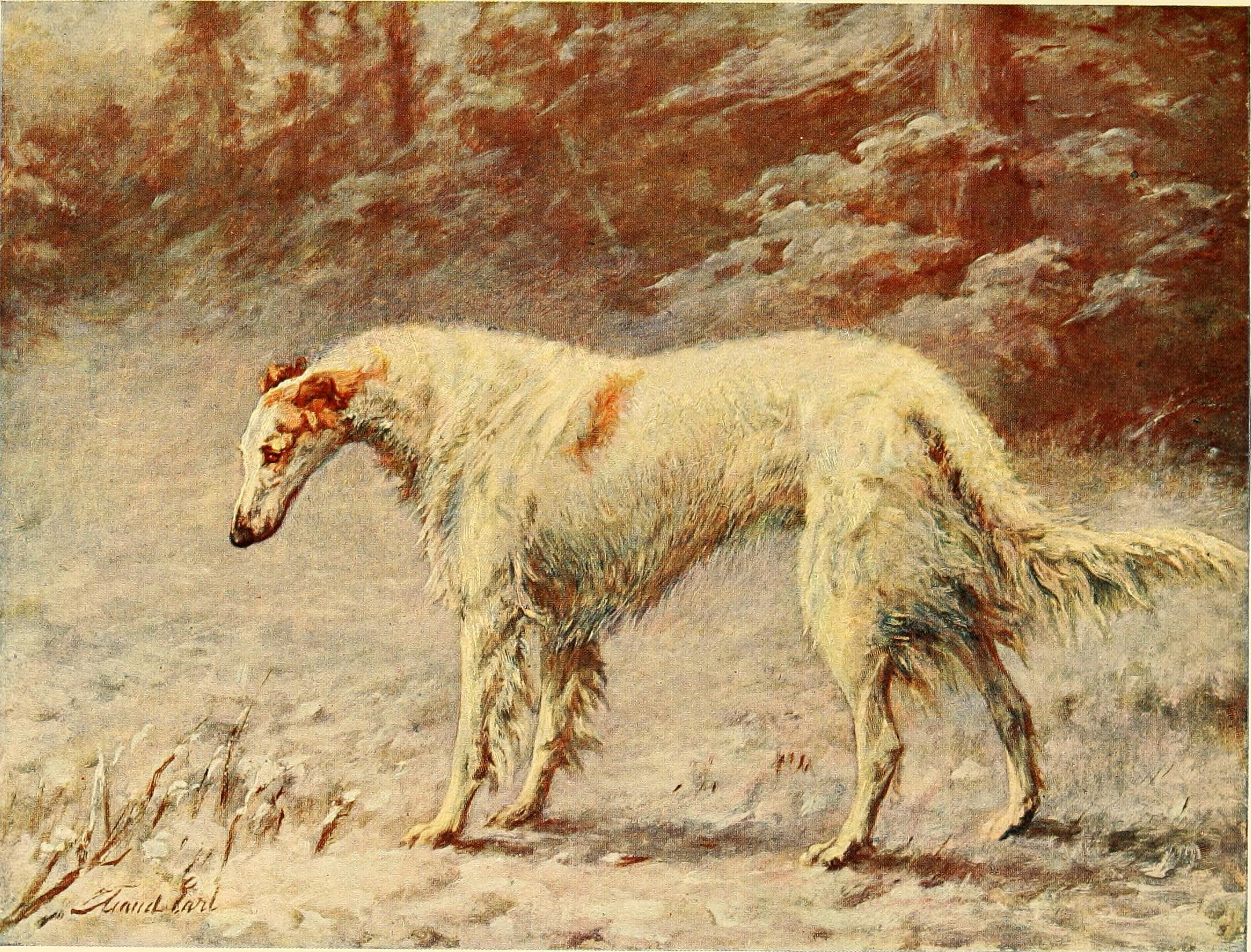
Русская псовая борзая (the borzoi)